# Rohoznice (okres Jičín)
Rohoznice (německy Rohosnitz) je obec v okrese Jičín v Královéhradeckém kraji. Leží zhruba 5,5 kilometru severovýchodně od Hořic. Vesnice se rozkládá podél potoka Bystřice v nadmořské výšce 301 metrů a probíhá jí silnice II/284. Na horním (severozápadním) konci zástavba obce navazuje na město Miletín. Žije zde 325 obyvatel. Součástí obce je také osada Polšť.

## Historie
První písemná zmínka o obci pochází z roku 1267.

## Současnost
Obec žije bohatým společenským životem, je zde velice aktivní spolek turistů, pořádají se každoroční turistické pochody "Rohoznický Darmošlap". Rohoznice má i vlastní mateřskou školu a je též plně plynofikována.

## Obyvatelstvo
| Rok            | 1869 | 1880 | 1890 | 1900 | 1910 | 1921 | 1930 | 1950 | 1961 | 1970 | 1980 | 1991 | 2001 | 2011 | 2021 |
| -------------- | ---- | ---- | ---- | ---- | ---- | ---- | ---- | ---- | ---- | ---- | ---- | ---- | ---- | ---- | ---- |
| Počet obyvatel | 672  | 639  | 637  | 607  | 658  | 663  | 583  | 451  | 417  | 382  | 336  | 310  | 293  | 314  | 321  |
| Počet domů     | 114  | 114  | 117  | 118  | 119  | 119  | 118  | 130  | 116  | 113  | 104  | 137  | 155  | 167  | 161  |

## Obecní správa
Mezi lety 1850–1973 byla Rohoznice obcí v okrese Hradec Králové (1850–1890), posléze v okrese Nová Paka (1900–1930), poté v okrese Hořice (1950) a později v okrese Jičín. Od 1. ledna 1974 do 23. listopadu 1990 patřila jako část města k Miletínu a od 24. listopadu 1990 je opět samostatnou obcí.

## Pamětihodnosti
- Socha svatého Jana Křtitele v parčíku
- Městské lázně
- Kaple svatého Jana Nepomuckého
- Kamenný most
- Prameniště

## Galerie

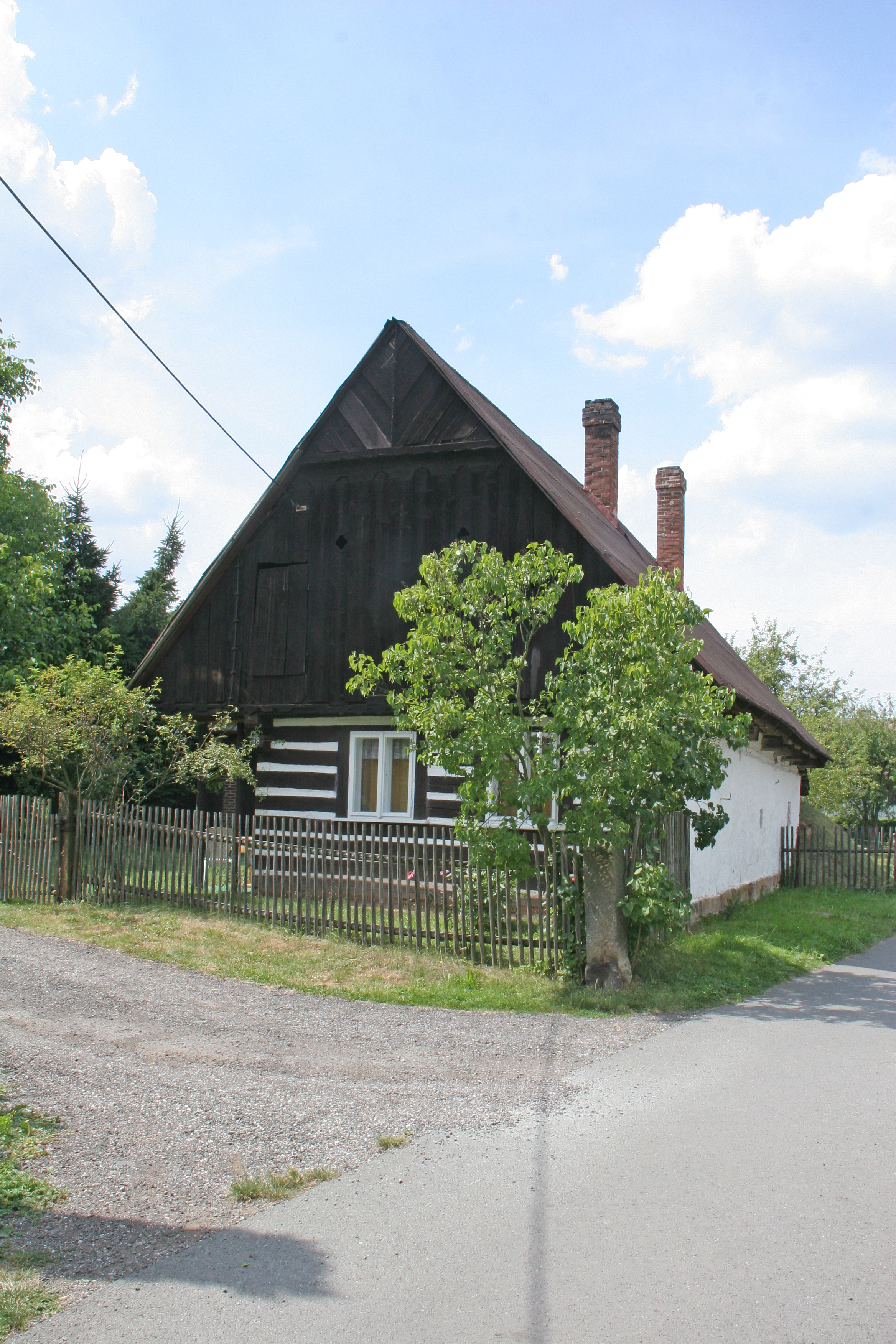
Rohoznice čp. 78
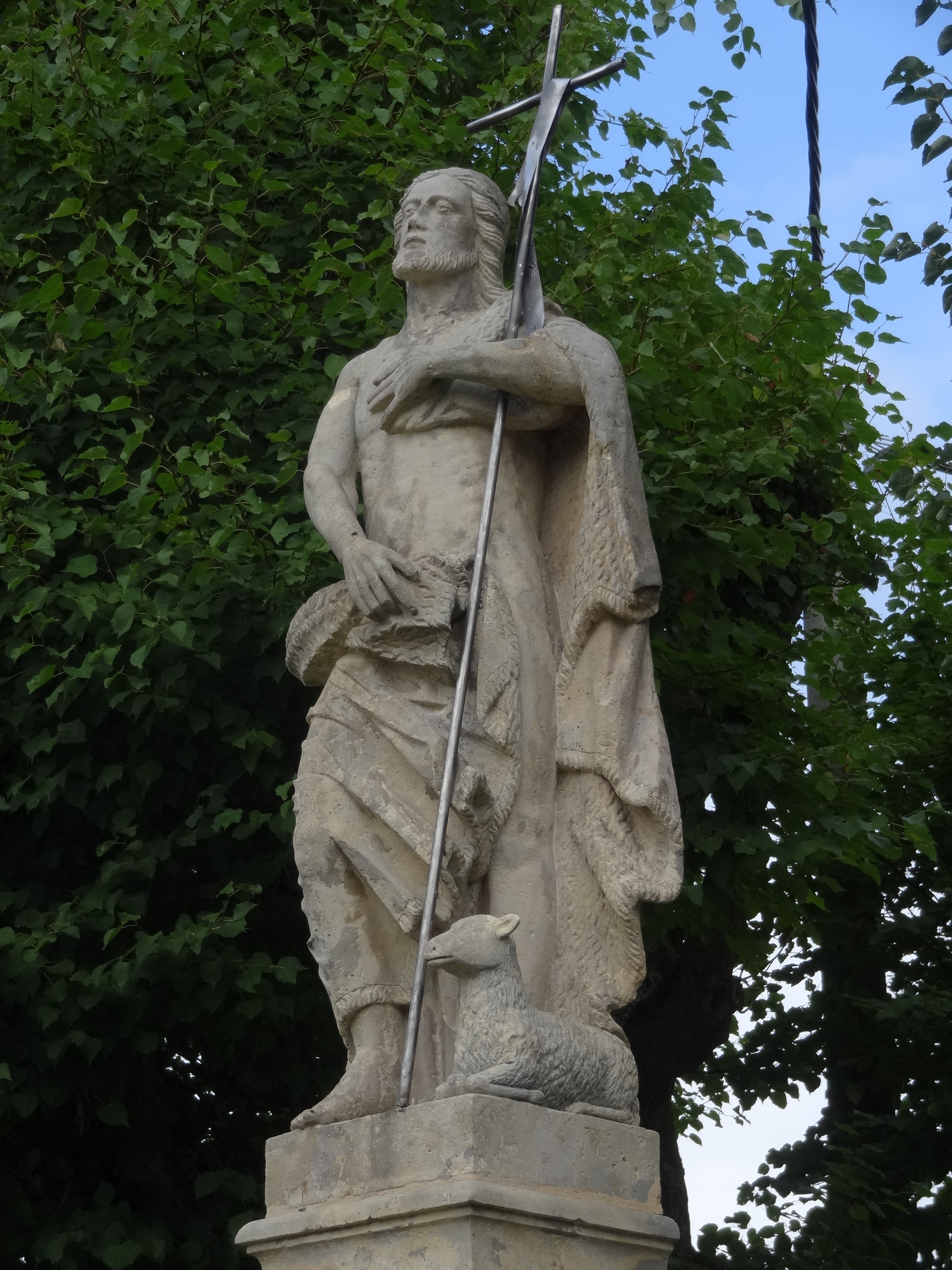
Socha sv. Jana Křtitele
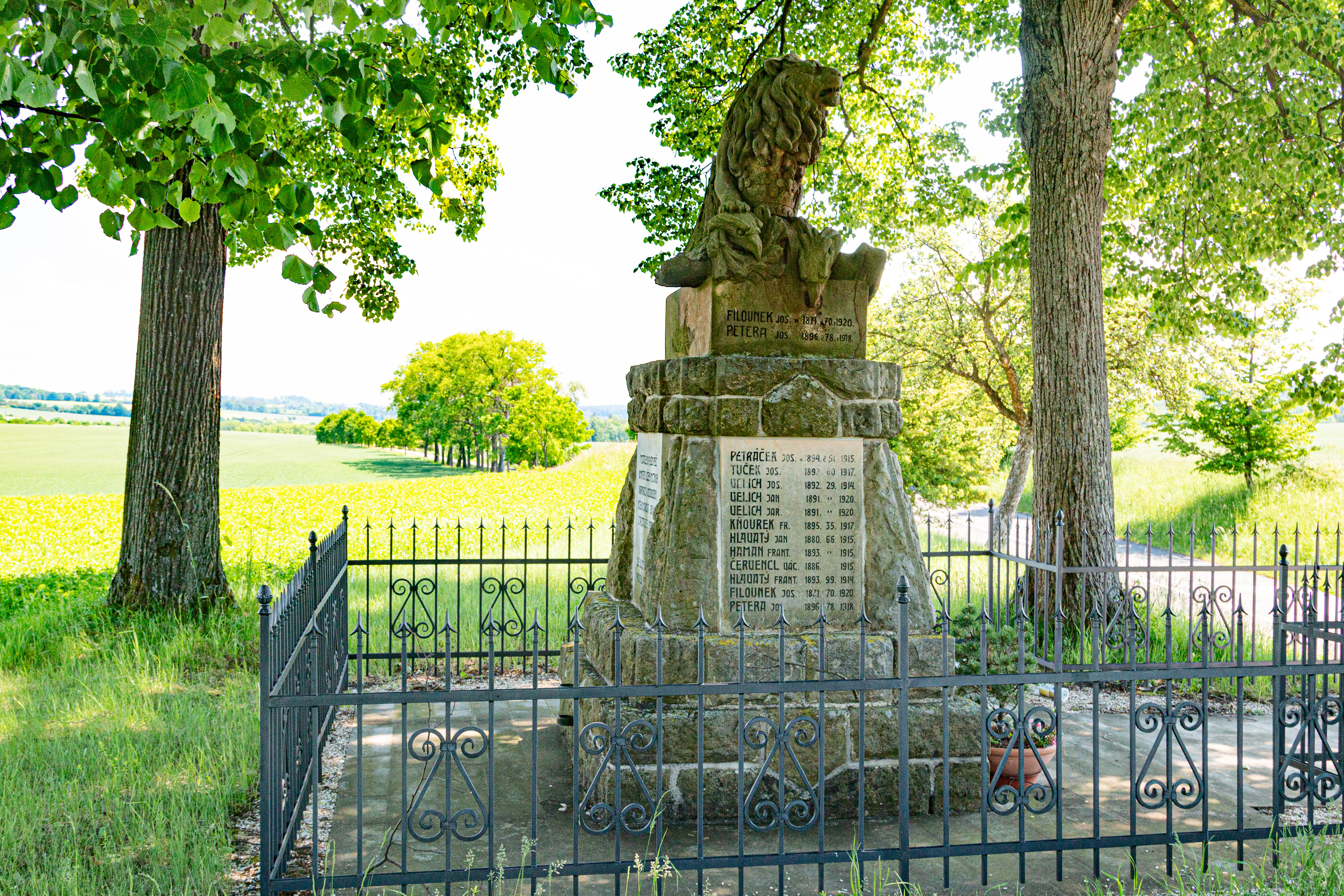
Pomník padlým v první světové válce
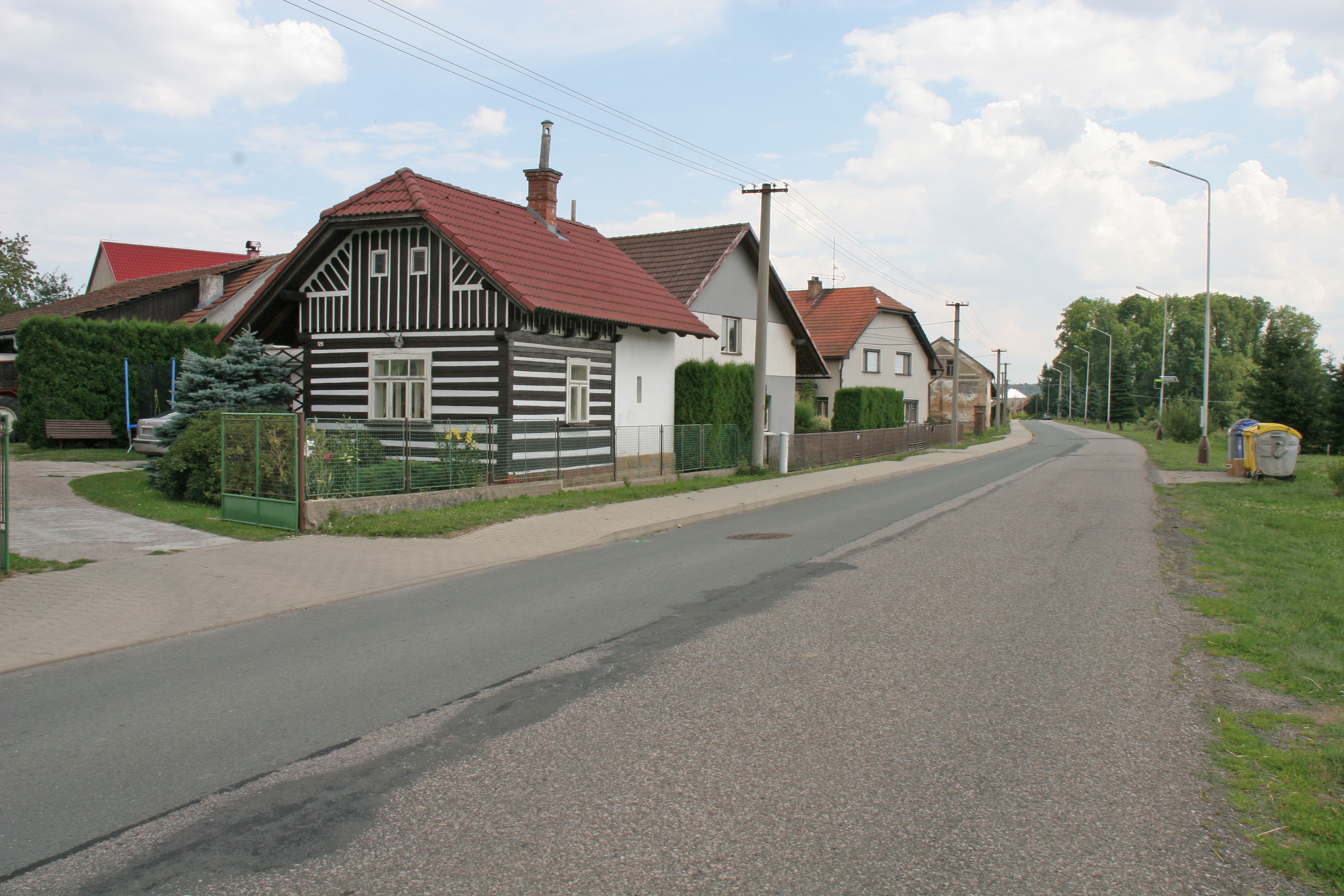
Rohoznice čp. 126